# 大和町 (山口県)
大和町（やまとちょう）は、かつて山口県の東部にあった町。熊毛郡に所属していた。面積は32.09平方キロメートル、人口は8,465人だった。
2004年（平成16年）10月4日に旧・光市と合併し、新・光市となり消滅した。

## 地理
山口県の東部の山間部に位置していた。周南地域のベッドタウンと、島田川水系や田布施川水系の流域を中心とした農村地域の両面を持つ農住の町として発展してきた。

## 歴史
- 1943年（昭和18年）11月3日 - 岩田村・三輪村・塩田村・束荷村が合併して大和村が発足。
- 1957年（昭和32年）4月10日 - 大和村が光市の一部（大字立野の一部）を編入。
- 1971年（昭和46年）1月15日 - 大和村が町制施行して大和町となる。
- 2004年（平成16年）10月4日 - 光市と合併し、改めて光市が発足[1]。同日大和町廃止。

## 行政

### 歴代町長
- 轟渡（とどろき・わたる）
- 熊野茂公（くまの・しげまさ）

## 地域

### 教育
- 幼稚園
  - 岩田幼稚園
  - 三輪幼稚園
  - 大和幼稚園
  - 光照幼稚園
  - 束荷幼稚園

- 小学校
  - 岩田小学校
  - 三輪小学校
  - 塩田小学校
  - 束荷小学校

- 中学校
  - 大和中学校

### 文化
- 郷土芸能
  - 石城太鼓
  - 石城神楽
  - 束荷神舞

## 交通

### 道路
- 国道
  - 町内に国道は通過していない。
- 県道
  - 山口県道23号光上関線
  - 山口県道63号下松田布施線
  - 山口県道68号光日積線

### 鉄道
- 山陽本線
  - 岩田駅

### バス
- 大和町営バス

### タクシー
- 岩田タクシー
- 大和タクシー

## 名所・旧跡
- 伊藤公生家
- 旧伊藤博文邸（県指定有形文化財）
- 石城神社（本殿は国の重要文化財）
- 神籠石（国の史跡）

## 観光スポット
- 伊藤公記念公園
- 石城山県立自然公園
- 夕日の滝
- 三国志城

## 祭事・催事
- 大日市（2月・5月）
- 藤公の里マラソン（「石城山桜まつりマラソン」を改称）
- 熊毛郡あじさい歌謡まつり
- 黒杭柱松
- 大和ふるさとまつり　まほろばフェスタIN YAMATO

## 出身者
- 伊藤博文（初代内閣総理大臣）
- 村上水軍（イラストレーター）
- いなせ家半七（落語家）
- 山本和男（元プロ野球選手）
- 福田勝洋（室積光）（俳優・作家）

## その他
- 大和町 (曖昧さ回避)（全国の大和町）
- まほろば連邦